# جيمي باري
جيمي باري (بالإنجليزية: Jimmy Barry)‏ مواليد 7 مارس 1870 في شيكاغو - الوفاة 4 أبريل 1943، كان ملاكم أيرلندي صنّف ضمن فئة وزن الديك.

## إحصائيات
خاض خلال مسيرته 70 نزالا، فاز في 59 وتعادل في 9 ولم يخسر. فاز بالضربة القاضية في 39 نزالا.

## روابط خارجية
- جيمي باري على موقع بوكس ريك (الإنجليزية) (registration required)